# Право на самооборону

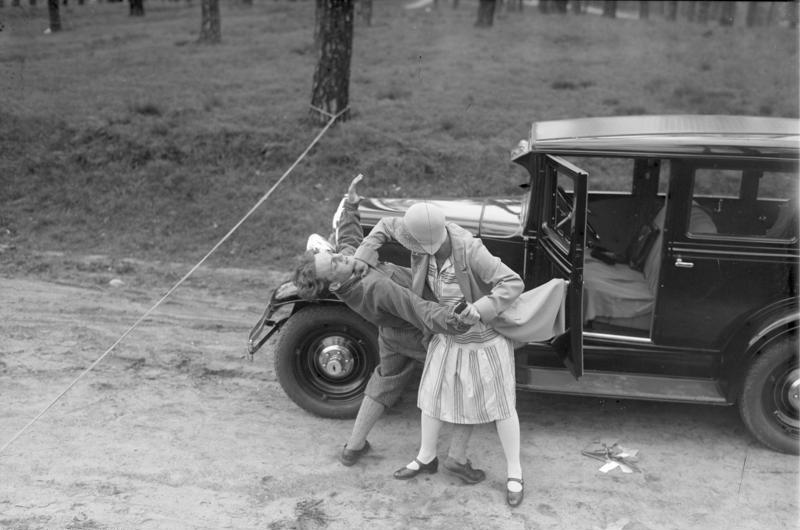
Необхідною обороною є будь-яка дія, вчинена особою з метою забезпечення безпеки свого тіла та майна. Будь-які дії, спрямовані на здійснення права на необхідний захист відповідно до закону, не є злочином.

Право на самооборону — дії, вчинені з метою захисту охоронюваних законом прав та інтересів особи, яка захищається, або іншої особи, а також суспільних інтересів та інтересів держави від суспільно небезпечного посягання шляхом заподіяння тому, хто посягає, шкоди, необхідної і достатньої в даній обстановці для негайного відвернення чи припинення посягання, якщо при цьому не було допущено перевищення меж необхідної оборони.
Право на необхідну оборону — це один із найважливіших юридичних інститутів — без права захистити себе, чи свою оселю, майно — у людини не може бути спокою, впевненості в безпеці свого життя і здоров'я, недоторканності власного житла.
Основною відмітною ознакою необхідної оборони, що відмежовує її від інших обставин, що виключають злочинність діяння, є заподіяння шкоди саме тому, хто посягає, а не іншим особам.
Інститут необхідної оборони відомий досить давно й існує в карному праві багатьох держав, однак він продовжує викликати наукові суперечки: йому присвячені сотні наукових досліджень, а відповідні законодавчі норми піддаються змінам.

## Необхідна оборона в карному праві країн світу
Норми про необхідну оборону містяться в законодавстві багатьох країн світу.
Так, Кримінальний кодекс Польщі містить норму, що передбачає звільнення від відповідальності за заподіяння шкоди в рамках необхідної оборони (§ 1 ст. 25). Крім того, установлюються межі припустимої оборони (обраний для захисту спосіб повинен відповідати небезпеці зазіхання) і встановлюються правила призначення покарання у випадку перевищення цих меж: покарання зм'якшується й може навіть не призначатися зовсім (§ 2 ст. 25). Звільнення від покарання відбувається й у тих випадках, коли перевищення меж необхідної оборони викликано страхом або нервовими порушеннями, які були спровоковані зазіханням (§ 3 ст. 25).
Аналогічний підхід до відповідальності за перевищення меж необхідної оборони передбачений також Кримінальним кодексом Німеччини: не каратьєся таке перевищення, що відбулося через  страх або переляк (§ 33).
Карний кодекс Іспанії, установлюючи межі припустимої оборони, указує, що спосіб, обраний для протидії зазіханню, повинен задовольняти критерію «розумної необхідності». Передбачається також така умова правомірності оборони, як її неспровокованість тим, хто захищається (п. 4 ст. 21).
Карний кодекс Франції допускає правомірне заподіяння шкоди при відбитті незаконного зазіхання на того, хто обороняється або третіх осіб, за умови, що засоби, використовувані для захисту відповідають «серйозності нападу» (ст. 122-5); у тому числі спеціально обумовлюється можливість здійснення таких дій (крім навмисного вбивства) для захисту майна від зазіхання при наявності такої необхідності й згідно з небезпекою зазіхання. Умови правомірності необхідної оборони від різних категорій злочинних зазіхань установлюються статтями 122-6 й 122-7.
У карному праві Росії не є злочином заподіяння шкоди особі, що зазіхає, у стані необхідної оборони, тобто при захисті особистості й прав особи, що обороняється, що захищається або інших осіб, захист законом інтересів суспільства або держави від суспільно небезпечного зазіхання. Шкода, заподіяна при необхідній обороні, не підлягає відшкодуванню й у цивільно-правовому порядку (ч. 2. ст. 1066 ЦК РФ).

## Необхідна оборона в карному праві України
Кримінальний кодекс України відносить необхідну оборону до обставин, що виключають злочинність діяння.